# Dzianisz
Dzianisz is een plaats in het Poolse district Tatrzański, woiwodschap Klein-Polen. De plaats maakt deel uit van de gemeente Kościelisko en telt 1800 inwoners.